# Rafi Dahan
Rafi Dahan (hebr. ‏רפי דהן‎; ur. 28 września 1989 w Or Akiwa) – izraelski piłkarz, grający na pozycji środkowego pomocnika.

## Kariera klubowa
Wychowanek Beitaru Tubruk, do 1. zespołu dołączył 1 lipca 2009 roku.
5 sierpnia 2009 roku został wypożyczony do Hapoel Petah Tikva. Zadebiutował tam 12 września 2009 roku w meczu przeciwko Ihud Bnei Sakhnin, przegranym 2:0. Pierwszą bramkę strzelił 12 lutego 2011 roku w meczu przeciwko Hapoelowi Beer Szewa, wygranym 3:1. Rafi Dahan gola strzelił w 50. minucie. Łącznie na tym wypożyczeniu rozegrał 32 ligowe mecze i strzelił gola.
30 czerwca 2011 roku powrócił do Tubruku, ale tydzień później został wykupiony przez Maccabi Tel Awiw. Zadebiutował tam w meczu eliminacji do Ligi Europy 14 lipca 2011 roku przeciwko Xäzär Länkäran, wygranym 3:1. W tych rozgrywkach strzelił też swojego pierwszego gola. 4 sierpnia 2011 roku w meczu przeciwko FK Zeljeznicar Sarajevo, wygranym 6:0. Rafi Dahan w 38. minucie strzelił gola. Po udanym awansie grał też w Lidze Europy. Pierwszą asystę zaliczył 27 sierpnia 2012 roku w meczu przeciwko Maccabi Hajfa, wygranym 2:1. Asystował przy golu w 55. minucie. Z tym klubem zdobył w sezonie 2012/2013 mistrzostwo kraju. Łącznie rozegrał 30 ligowych meczów i zaliczył asystę.
24 stycznia 2013 roku został wypożyczony do Bnei Yehuda Tel Aviv. Zadebiutował tam 26 stycznia w meczu przeciwko Beitarowi Jerozolima, wygranym 0:1. Pierwszą bramkę strzelił 6 kwietnia w meczu przeciwko Hapoel Ramat haSharon, wygranym 0:3. Do siatki trafił w 62. minucie. Łącznie dla tego zespołu rozegrał 34 ligowe mecze i strzelił gola.
Po powrocie z wypożyczenia 1 lipca 2013 roku pauzował, a 5 marca 2015 roku zakończył karierę.